# ستار48
ستار 48 محرك خاروخي Star 48 هو أكبر عائلة من محركات الصواريخ الصلبة المستخدمة في العديد من مراحل الدفع الفضائي ومركبة الإطلاق، أمريكي الصنع . يتم استخدامه بشكل حصري تقريبًا كمرحلة عليا على الصواريخ الحاملة . تم تطويره بشكل أساسي بواسطة Thiokol Propulsion وهو الآن ، بعد عدة عمليات تطوير يتم تصنيعه في قسم أنظمة الفضاء بشركة Northrop Grumman . ستار 48 ب  تعد المرحلة 48B أيضًا واحدة من العناصر القليلة التي صنعها الإنسان والتي يتم إرسالها في مسارات الخروج من النظام الشمسي ، على الرغم من أنها مهملة منذ استخدامها.  كان ستار 48B هو المرحلة العليا PAM-D المستخدمة في صاروخ Delta II الخارج عن الخدمة . المحرك ستار 48 من أقوي الحركات الصاروخية الواعدة.
تم استخدام ستار 48 كمرحلة عليا في أنظمة الإطلاق المكونة من ثلاث وأربع مراحل لحمل حمولات أو مسبارات فضائية .

## نظرة عامة
تشير التسمية "48" إلى القطر التقريبي لغلاف الوقود بالبوصة (122 سم)؛ قامت شركة ثيوكول أيضًا بتصنيع محركات أخرى مثل ستار 37 و ستار  30. كانت شركة ثيوكول تصفها بتسميتها التقنية TE-M-711 للمنتاجات القديمة و TE-M-799 للإصدارات الأحدث. يتم إعطاء الأنواع الفرعية واحدًا أو أكثر من الأحرف المتممة بعد رقم القطر ، وذلط طبقا للاستخدامات الداخلية في المصنع . المستغرب أن يشير الحرف الأول "T" إلى Thiokol ، ويشير الحرف التالي إلى قسم الشركة الذي طور محرك الصاروخ. كما يشير الحرف "E" إلى قسم Elkton ، MD ، بينما يشير الحرف "M" إلى المحرك الصاروخي نفسه.
يحمل ستار 48 نحو 2000 كجم من الوقود الدافع.

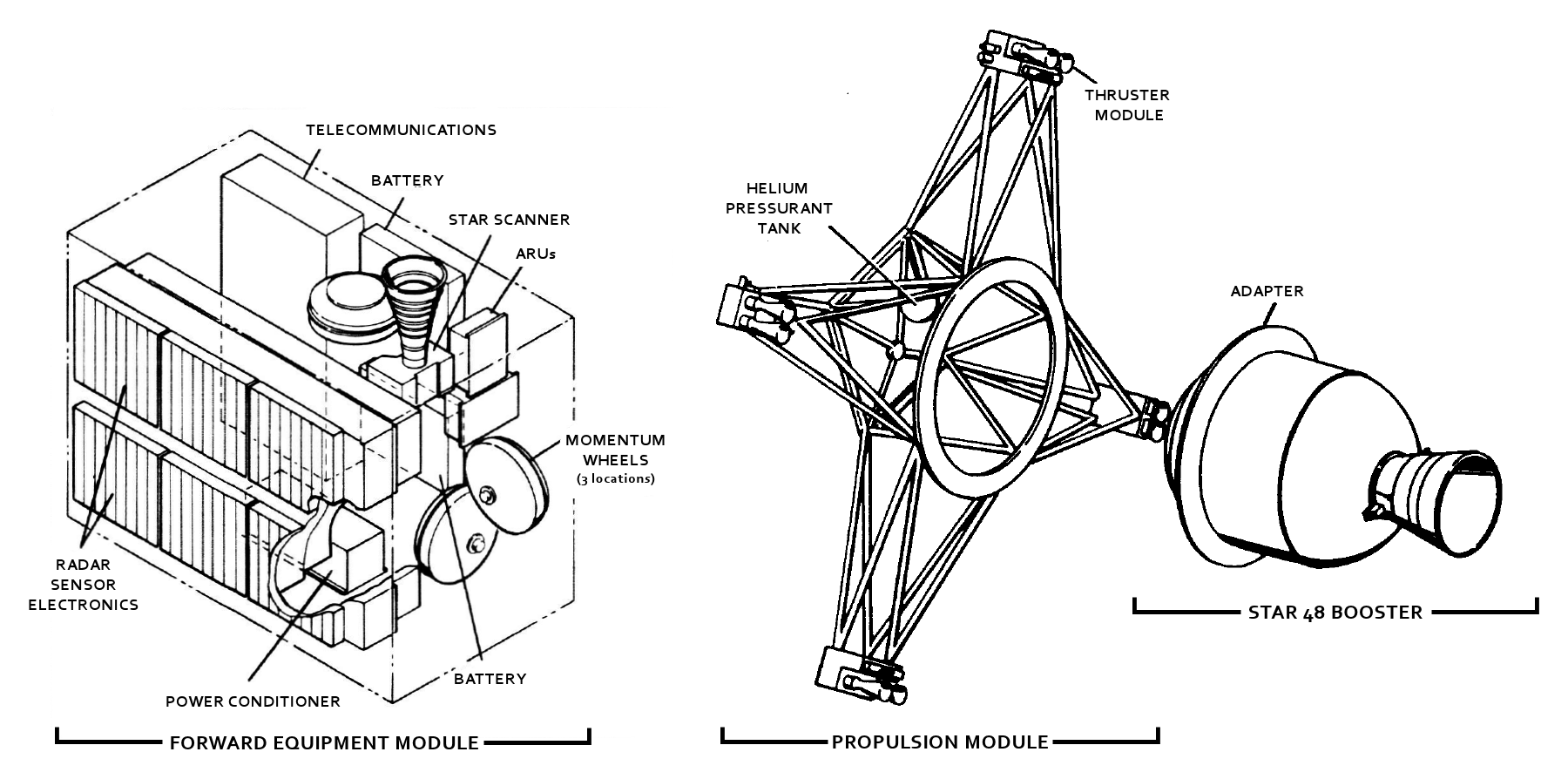
في مركبة ماجلان فينوس المدارية

كان الاستخدام الأكثر شيوعًا لـستار 48 هو المرحلة الأخيرة من مركبات الإطلاق على الصاروخ Delta II . صواريخ حاملة أخرى مثل أطلس ULA 551 تم دمج المحرك أيضًا فيها ولكن في عدد قليل من الحالات . على متن مكوك الفضاء ، تمت الإشارة إلى المرحلة الكاملة (المحرك بالإضافة إلى الملحقات) باسم وحدة مساعدة الحمولة (PAM) ، حيث يمكن للمكوك أن يأخذ الأقمار الصناعية إلى مدار أرضي منخفض فقط. نظرًا لأن المدار الثابت بالنسبة (مدار جيو ستاتي ) للأرض مربح أكثر ، فقد كانت هناك حاجة إلى المرحلة الإضافية للمرحلة الأخيرة من الرحلة - نظرا لأن ارتفاع 35.000 كيلومتر لهذا المدار عن الأرض هو ارتفاع كبير . في مثل هذه المهمات يجب أن يستقر القمر الصناعي بالنسبة للدوران حول نفسه spin-stabilized . تقوم أسطوانة دوارة مُثبتة في حجرة الحمولة للمكوك أو فوق مرحلة دلتا السابقة بتدوير وحدة مساعدة الحمولة PAM والحمولة إلى ما يقرب من 60 دورة في الدقيقة قبل الإصدار.
عادة بعد نضوب المحرك وقبل إطلاق القمر الصناعي مباشرة ، يتم فصل وحدة مساعدة الحمولة باستخدام تقنية yo-yo de-spin .

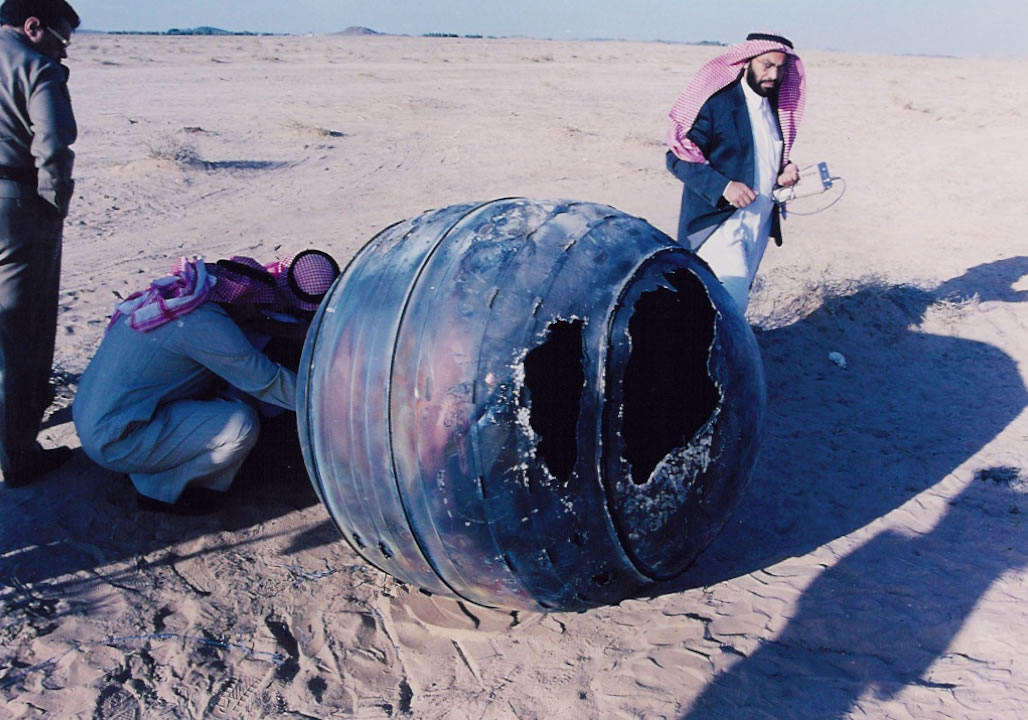
مفتشون سعوديون في موقع تحطم ستار 48 وحدة مساعدة الحمولة في يناير 2001.

تحطمت وحدة مساعدة الحمولة لـ ستار 48 التي تم استخدامها لإطلاق قمر صناعي لـ [[نظام التموضع العالمي]] GPS في عام 1993 في الصحراء السعودية في يناير 2001 ، بعد أن لم تصل مدارها. لم تحترق الوحدة عند عودتها وتم التعرف عليها بسهولة على الأرض بعد سقوطها. 
نسخة غير دوارة وموجهة للدفع من ستار  48 موجودة بإسم ("Star 48BV ") ، ولكنها أقل شيوعًا. تعتبر متجهية الدفع لستار 48 هي المرحلة الأخيرة من الصاروخ الحامل +Minotaur<span typeof="mw:Entity" id="mwPg">&nbsp;</span> IV .
في عام 2013 ، تم اختبار Star 48GXV ("G" لـ "حالة الجرافيت") لمهمة Solar Probe Plus (والتي تمت إعادة تسميتها لاحقًا إلى Parker Solar Probe )  ولكن تم إلغاء التطوير لصالح Delta IV Heavy / ستار 48BV.  عند الإطلاق في عام 2018.  
كان محرك ستار 48 ب (أي غير المتجه) المستخدم في المرحلة الثالثة من مسبار New Horizons هو الجزء الأول من مهمة نيو هورايزونس للوصول إلى كوكب المشتري ، على أن يصل قبل وصول المسبار.  كما عبر محرك ستار 48 ب مدار بلوتو في عام 2015 على مسافة 200 مليون كيلومتر.

## ستار 48 ب
يحتوي طراز ستار 48B على 11 كيلوغرامًا إضافيًا من الوقود أكثر من ستار  48 العادي، ليصبح مجموع كمية الوقود 2011 كيلوجرام .  هناك نسخة من ستار 48 ب مطوّلة وأثقل أيضًا تسمى استار 48 ب ل Star 48B L. 
في العملية كمرحلة ثالثة يوضع ستار Star 48B أعلى طاولة الدوران ، وقبل أن يتم فصله ، يتم تدويرها لتثبيت استقراره أثناء الفصل عن المرحلة السابقة.  (انظر أيضًا تثبيت الدوران )  يمكن لستار 48 ب أن ينتج 15.000 رطل من الدفع ( أي 66723 نيوتن) ، مع وقت احتراق قدره 1  دقيقة و 27 ثانية. 
ستار 48 ب هو أساس المرحلة العليا لماكدونيل دوغلاس PAM-D المستخدمة في صاروخ دلتا. 

### استخدامه مع مسبارآفاق جديدة
تم استخدام ستار 48 ب في المرحلة الثالثة من إطلاق مركبة الفضاء New Horizons .  تم إطلاق نيو هورايزونز بواسطة الصاروخ أطلس Atlas V 551 في يناير 2006 ، و ستار 48 المعزز  تم إطلاقه جنبًا إلى جنب مع مركبة الفضاء نيو هورايزونز على مسار الهروب من النظام الشمسي.  ستار  48B أشعلت واحترقت لمدة 48 ثوانية ، واتخذ كل منهما مسار ا إلى ما بعد الكوكب بلوتو ؛ ومع ذلك فلأن ستار 48B اصبح خارج الخدمة ولم يكن لديه تصحيحات في المسار مثل مركبة الفضاء نيو هورايزونز ، فكان من المتوقع أن يخطئ بلوتو بمئات الملايين من الأميال. 
كان محسوبا لستار 48 ب الذي حمل مركبة الفضاء New Horizons الوصول إلى كوكب المشتري قبل 6 ساعات من وصول نيو هورايزونز ، وفي 15 أكتوبر  2015 عبر مدار بلوتو على مسافة 213 مليون كيلومتر (أي أكثر من 1 وحدة فلكية ) بعيدًا عن بلوتو .   كان هذا بعد أربعة أشهر تقريبًا من قيام مسبار نيو هورايزونز بذلك. 

### يوروبا كليبر
تنوي ناسا إطلاق Europa Clipper باستخدام ستار  48 على صاروخ/مركبة SpaceX Falcon Heavy . وكانت إضافة ستار  48 في "مرحلة الركلة" ستسمح "لمهمة كليبر" الوصول إلى الكوكب أوروبا دون الحاجة إلى مساعدة الجاذبية من كوكب الزهرة .  ولكن تم الاستغناء عن ذلك لاحقًا باستخدام مسار جديد يتيح مساعدة جاذبية المريخ . 

## أنظر أيضا
- ستار (مرحلة صاروخ)
- قائمة الأجسام الاصطناعية التي تغادر النظام الشمسي
- ثلاث مراحل إلى المدار